# Jaak Vanderheyden
Jaak Vanderheyden (Kontich, 17 juni 1929 - Antwerpen, 9 oktober 2017) was een Belgisch lyrisch-abstract schilder.

## Werk
Aan het einde van de jaren vijftig en in het begin van de jaren zestig bestaat het werk van Jaak Vanderheyden uit materieschilderijen en collages. In zijn collages maakt hij abstracte composities met rafelige stroken jute. Deze werken, waarin slechts enkele aardkleuren - soms in combinatie met bladgoud - de grondtoon aangeven, brengen de somberheid en zwijgende ingekeerdheid van de materie tot uitdrukking.
Geleidelijk ziet hij af van het gebruik van readymade materialen (jute, wondhaakjes, hechtdraad) en in sommige werken neemt hij b.v. een stukje jute uit een verfvlak weg, zodat alleen nog een spoor, een suggestie van materie overblijft.
Met het verdwijnen van de materie worden vlak en kleur autonoom. Het coloriet van de schilderijen evolueert naar dat van het verweerde fresco, en de compositorische basisstructuren vertonen de tendens zichzelf op te heffen in een witte, vaal witte of grisaille achtergrond.
Aan het einde van deze 'witte' periode schildert hij enkele grisailles in wisseltechniek met aardkleurige olieverflagen die fel verdund zijn met Venetiaanse terpentijn.
De existentiële somberheid die van deze meditatieve schilderijen uitgaat, wordt gelouterd in een reeks waaraan hij rond 1980 begint, en die hij "After The Rain" noemt, naar de titel van een muzikale improvisatie van John Coltrane. In deze schilderijen ritmeert hij de ruimte van het doek met onregelmatige, zeshoekige figuren of motieven.
In recenter werk duiken deze motieven af en toe op als vervaagde reminiscentie - in de vorm van rechthoekjes - soms herleid tot een penseelstreek of -toets, soms minutieus uitgewerkt tot een abstract miniatuur.
Deze schilderijen lichten eigenzinnig op door hun onverwachte compositie of verrassend speels en soms aquarellistisch coloriet, terwijl andere verstillen in een contemplatieve sfeer van serene ingetogenheid.

## Onderscheidingen
| 1963 | - Prijs van Knokke voor Schilderkunst (zilver)                                   |
| 1965 | - werk onderscheiden in de Prijs voor Jonge Belgische Schilderkunst              |
|      | - Prijs van Knokke voor Schilderkunst (zilver)                                   |
| 1970 | - Provinciale Prijs voor Schilderkunst - Antwerpen (premie)                      |
| 1973 | - Europaprijs voor Schilderkunst van de Stad Oostende (brons)                    |
| 1974 | - Ridder in de Orde van Leopold II                                               |
| 1978 | - Accademia Italia dell'Arti, delle Lettere e delle Scienze Salsomaggiore (goud) |

## Tentoonstellingen

### Individuele Tentoonstellingen
| 1958 | - Antwerpen, galerie Dorekens           |
| 1960 | - Antwerpen, 't Pagadderke              |
| 1964 | - Assenede, galerie Margaretha de Boevé |
| 1966 | - Bornem, Het Landhuis                  |
| 1967 | - Antwerpen, Campo                      |
|      | - Dendermonde, Celbeton                 |
|      | - Gent, galerie Oranje                  |
|      | - Parijs, galerie Riquelme              |
| 1968 | - Antwerpen, BP-Building                |
| 1969 | - Antwerpen, Vécu                       |
| 1970 | - Dendermonde, Celbeton                 |
| 1972 | - Antwerpen, galerie Jeanne Buytaert    |
| 1975 | - Antwerpen, galerie Jeanne Buytaert    |
| 1977 | - Antwerpen, galerie Jeanne Buytaert    |
|      | - Aalst, galerie S-65                   |
| 1979 | - Herstal, galerie Mathijs              |
| 1980 | - Aalst, galerie S-65                   |
| 1981 | - Antwerpen, galerie Jeanne Buytaert    |
| 1984 | - Antwerpen, galerie Jeanne Buytaert    |
| 1987 | - Tielt, galerie Aksent                 |
| 1990 | - Antwerpen, galerie Buytaert           |
| 1992 | - Antwerpen, galerie Francis van Hoof   |
| 1994 | - Antwerpen, galerie Buytaert           |
| 2000 | - Veurne, galerie Hugo Goderis          |
| 2004 | - Mechelen, galerie Pack-huys           |

### Groepstentoonstellingen
| 1959 | - Oostende, Kursaal                                                                 |
| 1962 | - Antwerpen, galerie Brekpot                                                        |
| 1963 | - Knokke, Casino                                                                    |
|      | - Gent, St.-Pietersabdij                                                            |
| 1965 | - Gent, Museum voor Schone Kunsten (51ste Salon voor Schone Kunsten)                |
|      | - Knokke, Casino                                                                    |
|      | - Brussel, Museum voor Schone Kunsten (Olivetti-Prijs)                              |
| 1967 | - Parijs, Centre Culturel de Vauboyen                                               |
| 1969 | - Hasselt, Provinciaal Begijnhof (Facetten)                                         |
|      | - Gent, St.-Pietersabdij                                                            |
|      | - Eindhoven, Krabbedans: Actuele Vlaamse Schilderkunst                              |
| 1974 | - Neder-Over-Heembeek: Hedendaagse kunst in de voormalige St.-Nicolaaskerk          |
| 1975 | - Antwerpen, Marcel Peeters Centrum: Jazz kijken                                    |
| 1977 | - Antwerpen, galerie Jeanne Buytaert                                                |
| 1981 | - Amsterdam, De Brakke Grond                                                        |
|      | - Borgerhout, Districtshuis                                                         |
| 1984 | - Gent, St.-Pietersabdij: Kunstwerken verworven door de Vlaamse Gemeenschap '82-'83 |
| 1985 | - Aalst, galerie S-65: 10 Bis                                                       |
| 1990 | - Oostende, galerie Dialoog                                                         |
| 1992 | - Baarle-Hertog, galerie De Verbeelding                                             |
| 1993 | - Antwerpen, Provinciezaal: Filip Tas - kunstenaars in Antwerpen '60-'70            |
| 1994 | - Brussel, galerie Synthese                                                         |
| 1996 | - Merksem, Districtshuis                                                            |
| 1997 | - Antwerpen, galerie Art Forum                                                      |
| 1998 | - Gent, administratief centrum Volvo                                                |
| 2002 | - Mechelen, galerie Pack-huys                                                       |

## Beknopte Bibliografie
- Deknodder, R.: 
  - in : De Belgische kunstenaars uit de 19de en de 20ste eeuw
- De Vree, P.: 
  - in : Restant, jg. X, nr. 1, 1982, p. 53-66
  - in : Tendenze E Testimonianze dell' Arte Contemporanea, Accademia Italia, 1983, p. 544-545
- Minne, F.:
  - in: 10 Bis, ‘Galerij S-65 of de fascinatie voor de grondbegrippen van de kunst.'